# Andrés Luis García Jasso
Andrés Luis García Jasso (Novo Laredo, 16 de setembro de 1973) é um prelado mexicano da Igreja Católica. Desde 2021 é bispo auxiliar da Arquidiocese da Cidade do México.

## Biografia

### Formação acadêmica
García Jasso estudou contabilidade pública na Universidade Autônoma de Tamaulipas. Em 1997 ingressou ao Redemptoris Mater da Cidade de México onde cursou filosofia e teologia. Posteriormente obteve a licenciatura em direito canônico na Universidade Pontifícia de Salamanca, na Espanha. Foi ordenado diácono em 10 de junho de 2006 na Basílica de Guadalupe.

### Presbiterado e ministério pastoral
Em 5 de maio de 2007 foi ordenado sacerdote na Basílica de Guadalupe, na Cidade de México. Exerceu seu ministério na Espanha, na Paróquia Cristo Rei, em Salamanca, e ao regressar ao México foi vigário paroquial na Paróquia de São Francisco de Assis no território de Iztapalapa.
Em 2010, trabalhou como tabelião no Tribunal Eclesiástico da arquidiocese.
Foi nomeado vigário judicial adjunto em 2012, e desde 2013 exerce a função de vigário judicial e presidente do Tribunal Metropolitano do México. É professor de direito canónico na Universidade Católica Lumen Gentium desde 2012.

### Episcopado
Em 3 de julho de 2021, o Papa Francisco o nomeou bispo auxiliar da Arquidiocese da Cidade do México e bispo titular de Tipasa na Numidia. Foi consagrado bispo em 24 de agosto de 2021 na Basílica de Guadalupe, numa cerimónia presidida pelo cardeal Carlos Aguiar Retes.